# Барянов, Анатолий Андреевич
Анатолий Андреевич Барянов (1908—1978) — советский драматург, разведчик.

## Биография
Родился 20 ноября 1907 года (2 декабря 1907 года по новому стилю).
С 1926 года на военной службе. Член ВКП(б)/КПСС с 1927 года. Служил в НКВД в Куйбышевской области, затем сотрудник 3 отдела ГУГБ НКВД СССР. Лейтенант государственной безопасности. Уволен в июле 1937 года. С 1942 года боец роты ОКР СМЕРШ 5 армии. Уволен в запас в 1945 году в звании майора.
Был дружен с Народным писателем Республики Тыва — Кызыл-Эник Кыргысович Кудажы (род. 1929), чьи пьесы он перевёл на русский язык.
Умер в 1978 году.

## В художественной литературе
Писатель Игорь Ефимов вывел его в своём романе «Архивы Страшного суда» под фамилией Кострянов.

## Список произведений
- Стихотворения [1930-е][7].
- Пьесы: "На той стороне" (1947 - 1964), Станция "Пограничная" (1947 - 1948), "Ли-Фу" (1950 - 1951), "Испытание"-"Страх" (1957 - 1961).
- Очерки и статьи: "Прусские рабовладельцы" (1944), Под "Флагом хризантемы" (1948),  Как я писал "На той стороне" [1950-е] и др.; выступление на обсуждении пьесы "Клятва у старой кумирни" (1951); "Маньчжурия, год 1945. (Из воспоминаний ветерана войны)" (1977); Автобиография (1967) и др.

## Память
- В РГАЛИ хранятся документы, относящиеся к А. А. Барянову.[8]